# Kawasaki (Kanagawa)
Kawasaki (川崎市 Kawasaki-shi?) es una ciudad de Japón situada en la prefectura de Kanagawa.
Kawasaki está situada en la desembocadura del río Tama, entre Tokio y Yokohama. Se encuentra en el oriente de la bahía de Tokio y es el centro del Área Industrial de Keihin, formando parte del área metropolitana de la capital nipona. Su parte occidental está compuesta de barrios que sirven de alojamiento a una parte de la mano de obra que se traslada diariamente a Tokio.
En 2020 la ciudad tenía una población estimada de 1 538 262 habitantes, con una densidad de 9.042 habitantes por km². Ocupa una superficie de 142 70 km².
De esta ciudad arranca un túnel-puente que atraviesa la bahía de Tokio, conectando Kawasaki con la ciudad de Kisarazu en la prefectura de Chiba.
La ciudad fue fundada el 1 de julio de 1924 y fue nombrada el 1 de abril de 1972 como Ordenanza gubernamental.
En Kawasaki se celebra anualmente cada primavera el Kanamara Matsuri, un festival sintoísta en honor a la fertilidad en el que se venera al pene. Multitud de extranjeros acuden a tal evento por su particularidad.

## Ciudades hermanas
Kawasaki esta hermanada con las siguientes ciudades:
- Rijeka, Croacia. (1977)
- Baltimore, Maryland, Estados Unidos. (1979)
- Shenyang, Liaoning, China. (1981)
- Wollongong, Nueva Gales del Sur, Australia (1988)
- Sheffield, Reino Unido. (1990)
- Salzburgo, Austria. (1992)
- Lübech, Alemania. (1992)
- Bucheon, Gyeonggi, Corea del Sur. (1996)